# Lilium huidongense
Lilium huidongense är en liljeväxtart som beskrevs av Jie Mei Xu. Lilium huidongense ingår i släktet liljor, och familjen liljeväxter. Inga underarter finns listade.